# 富山県道155号山本北中町線
富山県道155号山本北中町線（とやまけんどう155ごう やまもときたなかまちせん）は、富山県中新川郡上市町内を通る一般県道である。

## 概要

### 路線データ
- 起点：富山県中新川郡上市町荒田（富山県道61号滑川上市線・富山県道148号上市水橋線交点）
- 終点：富山県中新川郡上市町西中町字北中町（富山県道3号富山立山魚津線交点）
- 実延長：875m

## 沿革
- 1960年（昭和35年）4月23日 - 認定[1]

## 地理

### 通過する自治体
- 富山県中新川郡上市町

### 接続する道路
- 富山県道61号滑川上市線・富山県道148号上市水橋線（起点：上市町荒田）
- 富山県道3号富山立山魚津線（終点：上市町西中町字北中町）

### 周辺
- 富山地方鉄道本線 上市駅
- かみいち総合病院
- 富山県立上市高等学校
- 上市町立宮川小学校
- 富士化学工業 郷柿沢工場
- ショッピングセンターカミール
- 上市川